# Дюржон
Дюржон (фр. Durgeon) — река на востоке Франции. Длина реки — 42 км. Площадь водосборного бассейна — 410 км². Расход воды в Понсе 6,67 м³/с.
Начинается около деревни Женевре (департамент Верхняя Сона) на высоте 390 м над уровнем моря. Течёт сначала на юго-запад до города Везуль, затем меняет направление течения на западное. Впадает в Сону ниже населённого пункта Пор-сюр-Сон. Высота устья — 207,5 м над уровнем моря. На реке стоят населённые пункты Везуль, Коломбье, Вевр-э-Монтой, Понсе.
Крупнейший приток — Коломбин (31 км).

## Примечание
1. ↑  Sandre. Le Durgeon [U05-0400] - Cours d'eau selon la version Carthage 2017 (фр.). www.sandre.eaufrance.fr. Дата обращения: 31 января 2025.
2. 1 2  Etude d’identification et de protection des ressources en eau souterraine majeures pour l’aep. LOT n°1: Alluvions de l’Ognon et du Rahin. LOT n°2: Calcaires jurassiques des plateaux de Haute-Saône. Volume 01. Phase 1: Pre-identification des secteurs majeurs (фр.). — P. 22.
3. 1 2 3 4  Лист карты L-32-А.